# 169P/NEAT
169P/NEAT (też: NEAT 22) – kometa krótkookresowa z rodziny komet Jowisza, obiekt typu NEO.

## Odkrycie
Kometę tę odkryto 15 marca 2002 roku w ramach projektu NEAT.

## Orbita komety i właściwości fizyczne
Orbita komety 169P/NEAT ma kształt elipsy o mimośrodzie 0,77. Jej peryhelium znajduje się w odległości 0,6 j.a., aphelium zaś 4,6 j.a. od Słońca. Jej okres obiegu wokół Słońca wynosi 4,2 roku, nachylenie do ekliptyki to wartość 11,3˚.
Średnica jądra tej komety to maksymalnie kilka km.